# Lecudina zimmeri
Lecudina zimmeri is een soort in de taxonomische indeling van de Myzozoa, een stam van microscopische parasitaire dieren. Het organisme komt uit het geslacht Lecudina en behoort tot de familie Lecudinidae. Lecudina zimmeri werd in 1974 ontdekt door Levine.